# Портупей-юнкер
Портупе́й-ю́нкер (на руски: Портупе́й-ю́нкер; на немски: Unteroffizier, от unter – „под, низш офицер“) е: 
1. Военно звание на старшите юнкери, последна година на обучение във Военното училище в България до 15 октомври 1948 г. (днес: курсанти-випускници).
2. Звание на старши юнкер във военните училища в Русия до 1917 г.; лице, имащо такова звание.
3. Чин в кавалерията на руската армия до 1917 г., подпрапоршчик; лице, имащо такова звание.